# Sopiko Guramishvili
Sopiko Guramishvili (in georgiano სოფიკო გურამიშვილი?; Tbilisi, 1º gennaio 1991) è una scacchista georgiana, Maestro Internazionale e Grande Maestro Femminile.

## Carriera
Ha vinto il Campionato del mondo giovanile di scacchi nella categoria U16 femminile nel 2006.
Nel 2004 ha vinto un match contro Irene Kharisma Sukandar a Jakarta, con il punteggio di 4 a 2.
Ha ottenuto la medaglia di bronzo nell'evento femminile del Campionato del mondo universitario di scacchi a Zurigo del 2010.
Nel gennaio 2012 ha vinto l'edizione femminile del Torneo di Reggio Emilia.
Nell'ottobre 2015 ha vinto un match sulle 6 partite contro la Campionessa europea U16 Anna-Maja Kazarian svoltosi a Hoogeveen con il punteggio di 5.5 a 0.5.
Nel 2015 e nel 2017 ha partecipato al Campionato del mondo femminile, eliminata nella prima occasione al primo turno dalla connazionale Lela Javakhishvili e nel secondo ai 16esimi di finale dall'indiana Dronavalli Harika dopo aver sconfitto al primo turno l'iraniana Sarasadat Khademalsharieh e al secondo l'ucraina Nataliya Buksa.

### Competizioni a squadre
Nel 2013 ha partecipato al Campionato Cinese a squadre, giocando 3 partite e ottenendo 2 vittorie e 1 sconfitta.
Ha partecipato alle Olimpiadi degli scacchi di Tromsø 2014, durante le quali ha giocato 7 partite e ha chiuso con +0 =2 -5.

## Vita privata
È sposata dal 18 luglio 2015 con il Grande Maestro olandese Anish Giri. La coppia ha avuto un figlio il 3 ottobre 2016.